# 1982年の世界耐久選手権
1982年の世界耐久選手権は、FIAスポーツカー世界選手権の30年目のシーズン。1982年4月18日にイタリアのモンツァで開幕し、10月17日にイギリスのブランズハッチで閉幕するまで、全8戦が行われた。ドライバーズタイトルは8戦、マニファクチャラーズタイトルは5戦で争われた。参加車両はグループCスポーツカー、グループB GTカー、グループ6の2シーター、グループ5のスペシャルプロダクツカー、グループ4GTカー、グループ3GTカー、グループ2ツーリングカー、IMSA規定のGTX、GTO、GTUカーの各クラス。マニファクチャラーズタイトルはグループCとグループBのみに懸けられた。

## 開催スケジュール

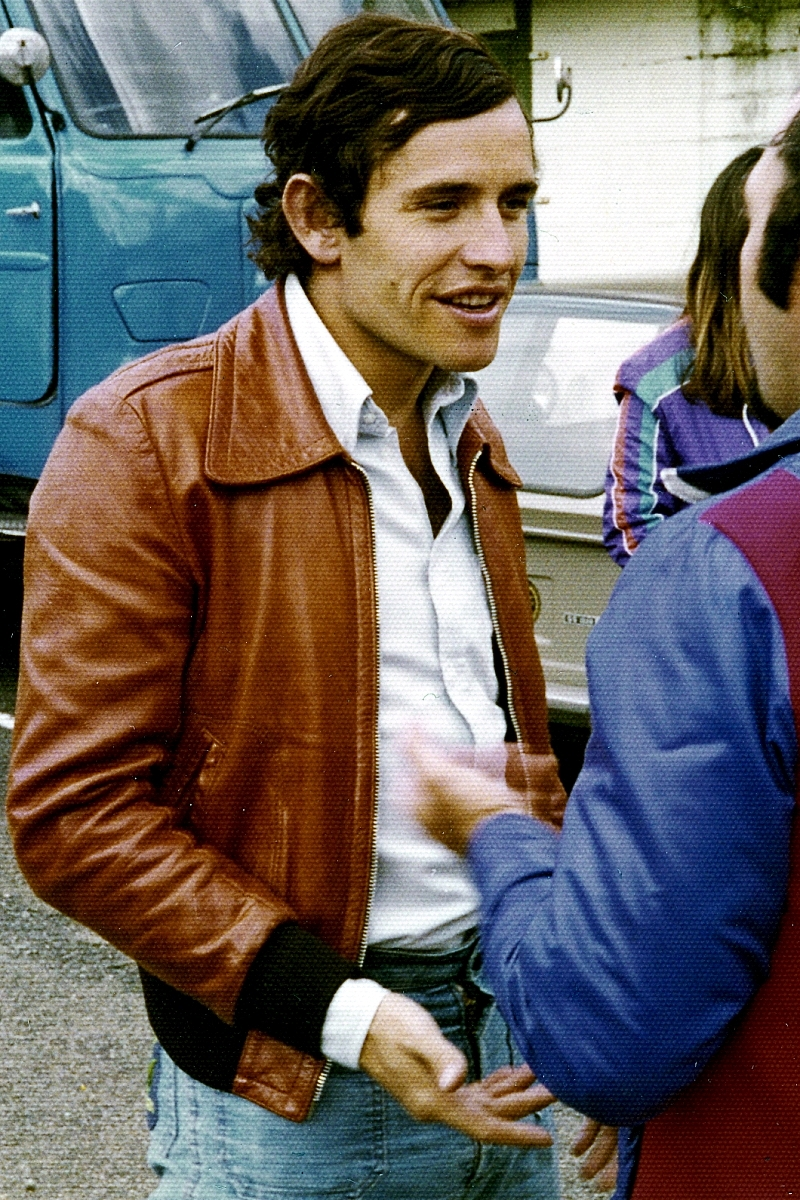
ドライバーズタイトルを獲得したジャッキー・イクス、1975年撮影。

| ラウンド | レース                                             | サーキット                 | 開催日          |
| -------- | -------------------------------------------------- | -------------------------- | --------------- |
| 1        | トロフェオ・フィリッポ・カラッチオーロ (1000km)    | モンツァ・サーキット       | 4月18日         |
| 2        | ペース・ペトロリウム6時間                          | シルバーストン・サーキット | 5月16日         |
| 3        | ルドルフ・カラッチオーラ・ヴァンダープレイス1000Km | ニュルブルクリンク         | 5月30日         |
| 4        | ル・マン24時間レース                               | サルト・サーキット         | 6月19日 6月20日 |
| 5        | トロフィー・ダイナースクラブ1000Km                 | スパ・フランコルシャン     | 9月5日          |
| 6        | トロフェオ・バンカ・トスカーナ 1000Km†             | ムジェロ・サーキット       | 9月19日         |
| 7        | WECイン・ジャパン (6時間)†                         | 富士スピードウェイ         | 10月3日         |
| 8        | シェル・オイル1000Km†                              | ブランズ・ハッチ           | 10月17日        |

† - ドライバーズタイトルのみ。

## シーズン結果

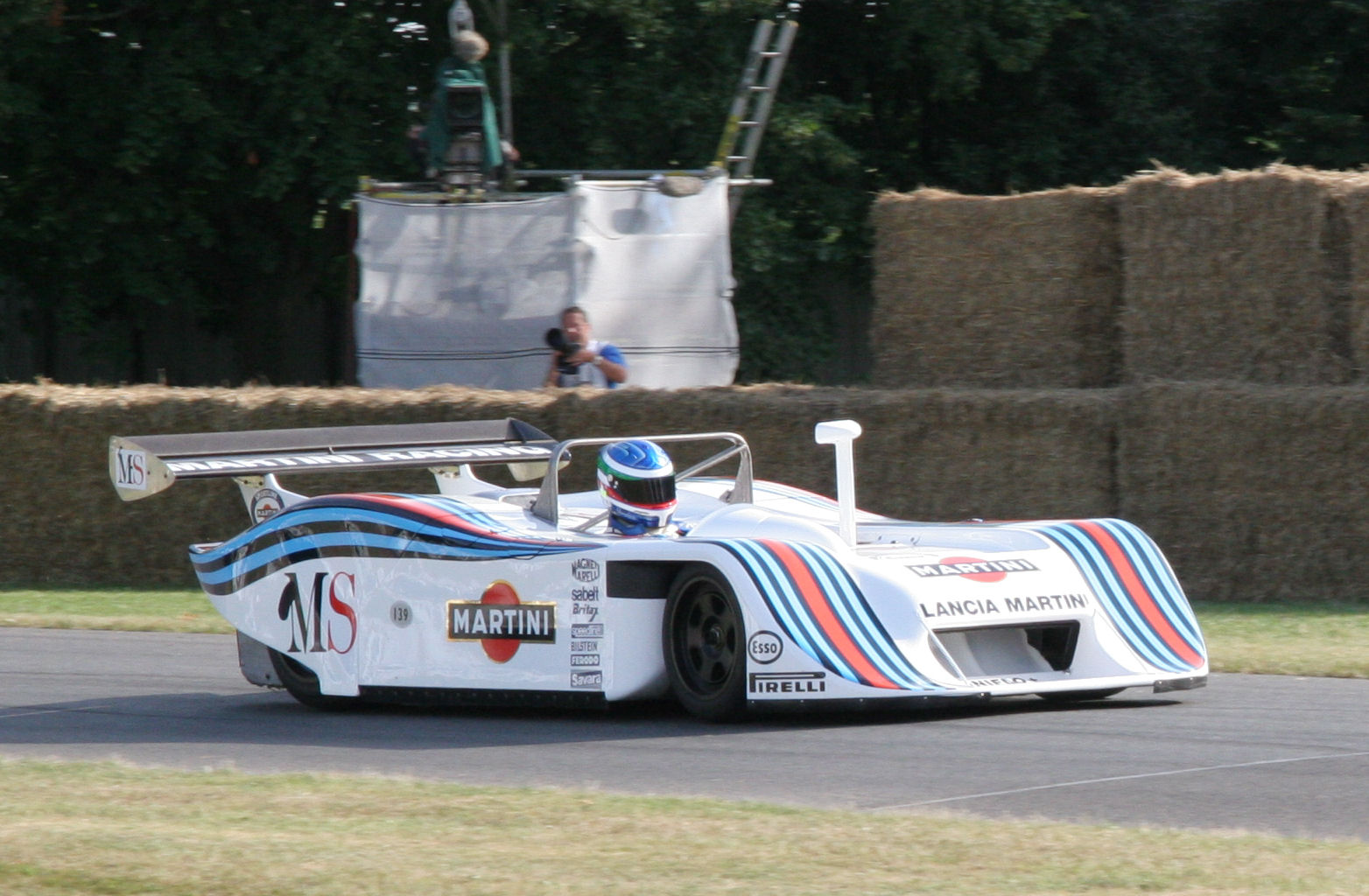
マルティーニ・レーシングのランチア・LC1は8戦中3戦で優勝した。

| ラウンド | サーキット             | 優勝チーム 優勝車両                                            | ポールポジション                                 | レポート |
| ラウンド | サーキット             | 優勝ドライバー                                                 | ポールポジション                                 | レポート |
| -------- | ---------------------- | -------------------------------------------------------------- | ------------------------------------------------ | -------- |
| 1        | モンツァ               | オートモビルズ・ジャン・ロンドー ロンドー・M382 フォード/173周 | 1分39秒91 / ランチア・LC1                        | 詳細     |
| 1        | モンツァ               | アンリ・ペスカロロ ジョルジオ・フランシア                      | 1分39秒91 / ランチア・LC1                        | 詳細     |
| 2        | シルバーストン         | マルティーニ・レーシング ランチア・LC1/240周                   | ジャッキー・イクス 1分16秒91 / ポルシェ・956     | 詳細     |
| 2        | シルバーストン         | ミケーレ・アルボレート リカルド・パトレーゼ                    | ジャッキー・イクス 1分16秒91 / ポルシェ・956     | 詳細     |
| 3        | ニュルブルクリンク     | マルティーニ・レーシング ランチア・LC1/44周                    | 7分16秒57 / フォード・C100                       | 詳細     |
| 3        | ニュルブルクリンク     | ミケーレ・アルボレート リカルド・パトレーゼ テオ・ファビ       | 7分16秒57 / フォード・C100                       | 詳細     |
| 4        | ル・サルト             | ロスマンズ・ポルシェ ポルシェ・956/359周                       | ジャッキー・イクス 3分28秒40 / ポルシェ・956     | 詳細     |
| 4        | ル・サルト             | ジャッキー・イクス デレック・ベル                              | ジャッキー・イクス 3分28秒40 / ポルシェ・956     | 詳細     |
| 5        | スパ・フランコルシャン | ロスマンズ・ポルシェ ポルシェ・956/144周                       | ジャッキー・イクス 2分15秒12 / ポルシェ・956     | 詳細     |
| 5        | スパ・フランコルシャン | ジャッキー・イクス ヨッヘン・マス                              | ジャッキー・イクス 2分15秒12 / ポルシェ・956     | 詳細     |
| 6        | ムジェロ               | マルティーニ・レーシング ランチア・LC1/191周                   | 1分45秒29 / ランチア・LC1                        | 詳細     |
| 6        | ムジェロ               | ピエルカルロ・ギンザーニ ミケーレ・アルボレート                | 1分45秒29 / ランチア・LC1                        | 詳細     |
| 7        | 富士                   | ロスマンズ・ポルシェ ポルシェ・956/260周                       | ミケーレ・アルボレート 1分12秒39 / ランチア・LC1 | 詳細     |
| 7        | 富士                   | ジャッキー・イクス ヨッヘン・マス                              | ミケーレ・アルボレート 1分12秒39 / ランチア・LC1 | 詳細     |
| 8        | ブランズ・ハッチ       | ロスマンズ・ポルシェ ポルシェ・956/211周                       | 1分27秒50 / フォード・C100                       | 詳細     |
| 8        | ブランズ・ハッチ       | ジャッキー・イクス ヨッヘン・マス                              | 1分27秒50 / フォード・C100                       | 詳細     |

## ランキング

### ドライバーズランキング
ドライバーズポイントはクラスにかかわらず、各レースでの上位10名に対して20-15-12-10-8-6-4-3-2-1ポイントが与えられた。また、以下の通りのボーナスポイントが与えられた。
- 0ポイント：カテゴリー I （グループC、排気量2000ccを超えるグループ5、排気量2000ccを超えるIMSA GTX）
- 1ポイント：カテゴリー II （排気量2000ccを超えるグループB、排気量2000cc以下のグループ6、排気量2000cc以下のグループ5、排気量2000cc以上のグループ4、IMSA GTO）
- 2ポイント：カテゴリー III （IMSA GTU、排気量2000cc以上のグループ2、排気量2000cc以上のグループ3）
- 3ポイント：カテゴリー IV （排気量2000cc以下のグループB、排気量2000cc以下のグループ4、排気量2000cc以下のグループ2、排気量2000cc以下のグループ3）[1]

各ドライバーはベスト6戦のみのポイントがカウントされた。レースの間に車両を変更したドライバーにはポイントが与えられない。また、その車両の最低30%をドライブしなければポイントは与えられない。
ロスマンズ・ポルシェのポルシェ・956をドライブしたベルギー人ドライバーのジャッキー・イクスがタイトルを獲得した。
| 順位 | ドライバー                   | 車両                                       | Mon | Sil | Nur | Le M | Spa | Mug | Fuj | Br H | ポイント |
| ---- | ---------------------------- | ------------------------------------------ | --- | --- | --- | ---- | --- | --- | --- | ---- | -------- |
| 1    | ジャッキー・イクス           | ポルシェ・956                              | -   | 15  | -   | 20   | 20  | -   | 20  | 20   | 95       |
| 2    | リカルド・パトレーゼ         | ランチア・LC1                              | -   | 21  | 21  | -    | 13  | -   | 16  | 16   | 87       |
| 3    | デレック・ベル               | ポルシェ・956                              | -   | 15  | -   | 20   | 15  | -   | -   | 20   | 70       |
| 4    | テオ・ファビ                 | ランチア・LC1                              | -   | -   | 21  | -    | 13  | -   | 16  | 16   | 66       |
| 5    | ミケーレ・アルボレート       | ランチア・LC1                              | -   | 21  | 21  | -    | -   | 21  | -   | -    | 63       |
| 6    | アンリ・ペスカロロ           | ロンドー・M382 フォード & ポルシェ・936C   | 20  | 8   | 15  | -    | 3   | 12  | -   | 3    | 61       |
| 7    | ヨッヘン・マス               | ポルシェ・956                              | -   | -   | -   | 15   | 20  | -   | 20  | -    | 55       |
| 8    | ジョルジオ・フランシア       | ロンドー・M382 フォード & オゼッラ PA9 BMW | 20  | 11  | -   | -    | 7   | 11  | -   | -    | 49       |
| 9    | ロルフ・シュトメレン         | ポルシェ・935 K3 & ロンドー・M382 フォード | 15  | -   | 15  | -    | -   | -   | -   | -    | 30       |
| =    | バーン・シュパン             | ポルシェ・956                              | -   | -   | -   | 15   | 15  | -   | -   | -    | 30       |
| 11   | ジャン＝ミシェル・マーティン | ポルシェ・936C                             | -   | 12  | -   | -    | 10  | -   | -   | -    | 22       |
| =    | フィリップ・マーティン       | ポルシェ・936C                             | -   | 12  | -   | -    | 10  | -   | -   | -    | 22       |
| =    | ジョン・フィッツパトリック   | ポルシェ・935 K4                           | -   | -   | -   | 10   | -   | -   | -   | 12   | 22       |
| =    | デヴィッド・ホッブス         | ポルシェ・935 K4                           | -   | -   | -   | 10   | -   | -   | -   | 12   | 22       |
| 15   | ピエルカルロ・ギンザーニ     | ランチア・LC1                              | -   | -   | -   | -    | -   | 21  | -   | -    | 21       |
| 16   | ルイージ・モレッチ           | オゼッラ PA9 BMW                           | -   | -   | -   | -    | 7   | 11  | -   | -    | 18       |
| 17   | ハンス・ヘイヤー             | ポルシェ・936C & ザウバー C6 フォード      | -   | -   | -   | -    | 2   | 12  | -   | 3    | 17       |
| 18   | コラード・ファビ             | ランチア・LC1                              | -   | -   | -   | -    | -   | 16  | -   | -    | 16       |
| =    | アレッサンドロ・ナニーニ     | ランチア・LC1                              | -   | -   | -   | -    | -   | 16  | -   | -    | 16       |
| =    | ゴードン・スパイス           | ロンドー・M382 フォード                    | -   | 8   | -   | -    | 8   | -   | -   | -    | 16       |

総計125名がドライバーズポイントを獲得した。

### マニファクチャラーズランキング

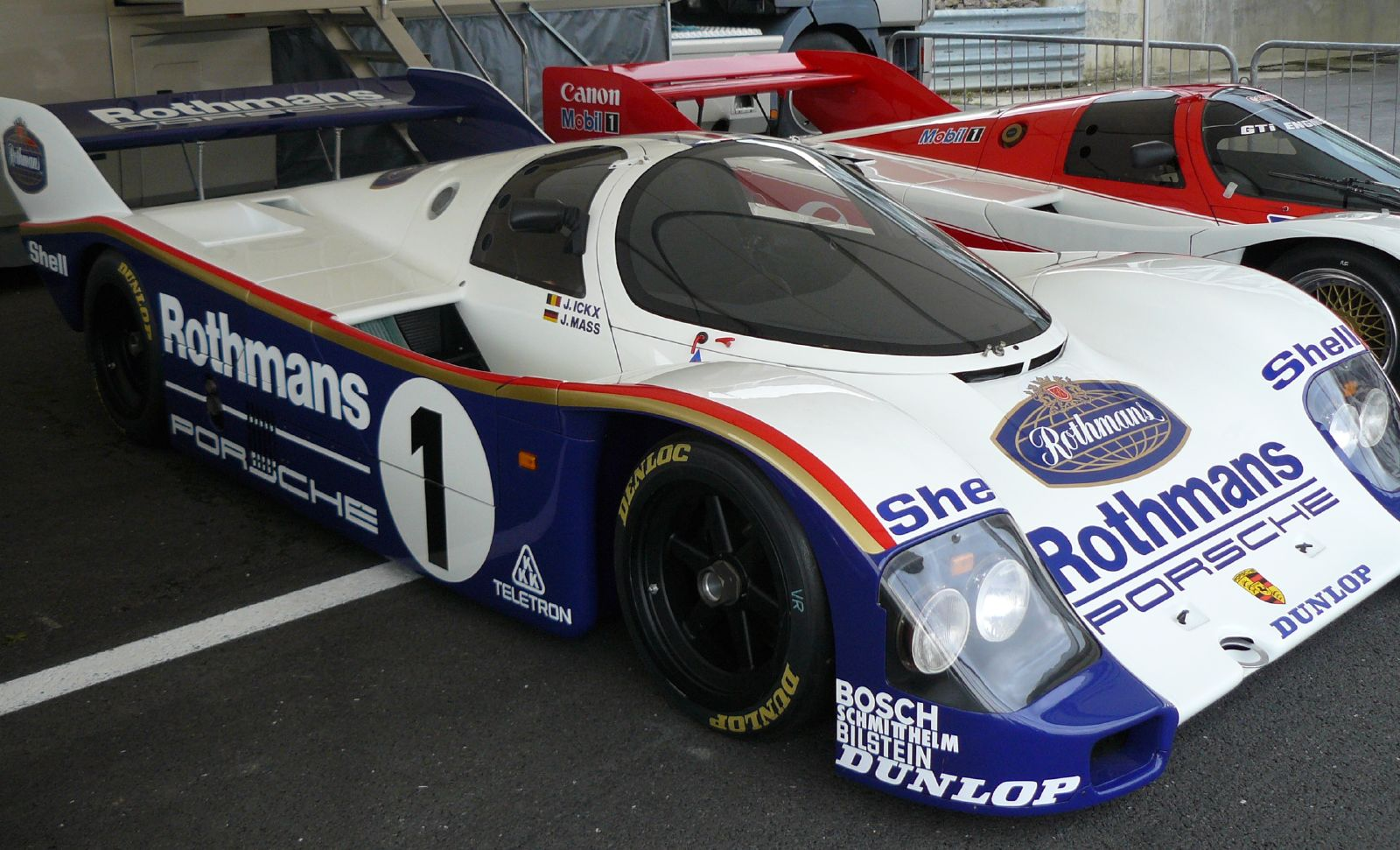
ポルシェ・956がマニファクチャラーズタイトルを獲得した。

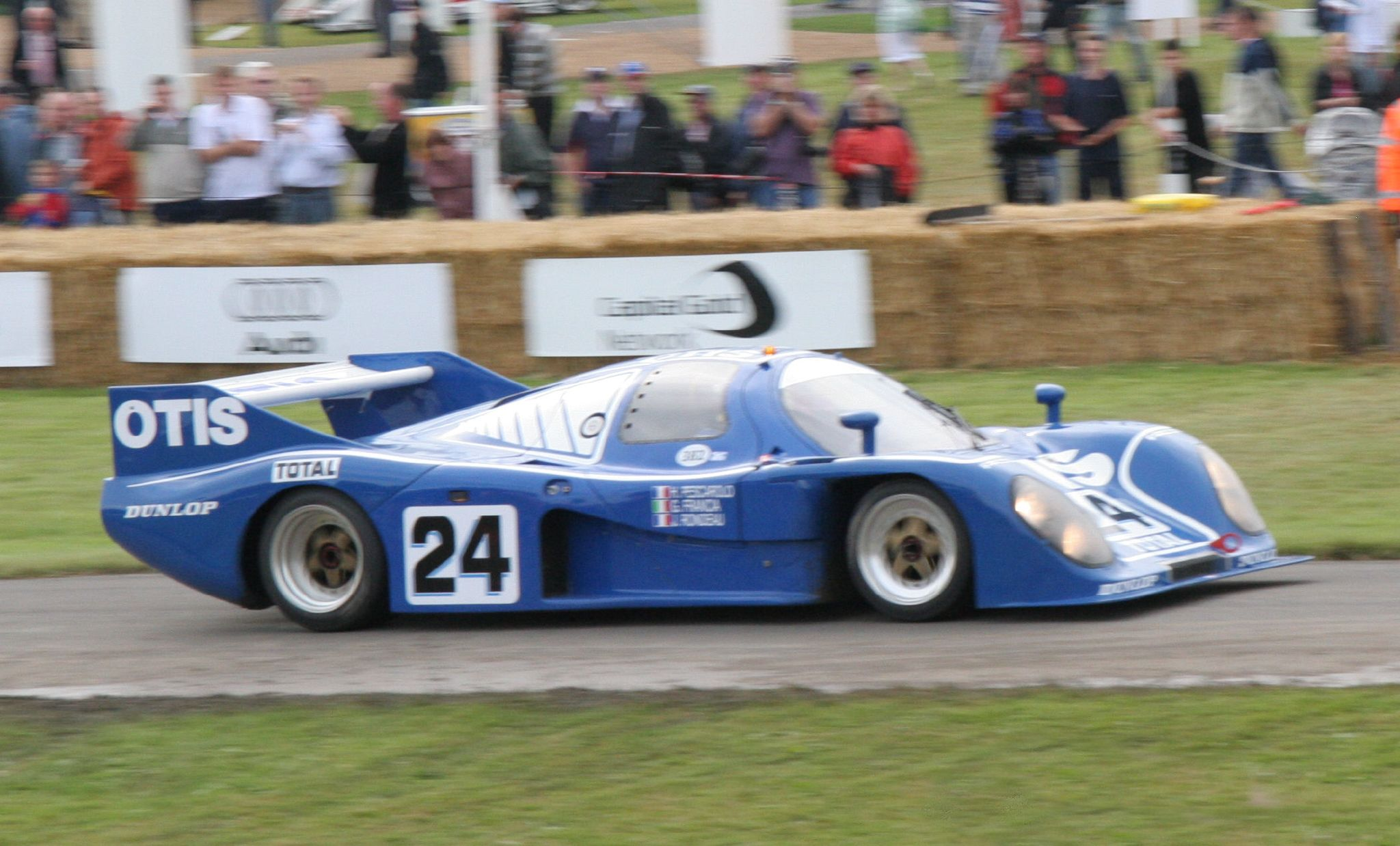
フォードエンジンを搭載したロンドー・M382がランキング2位となった。

マニファクチャラーズポイントはグループCおよびグループB車両の上位10台のみに、20-15-12-10-8-6-4-3-2-1ポイントが与えられた。各マニファクチャラー最上位の車両のみにポイントが与えられ、ベスト4戦のポイントのみがカウントされた。
| 順位 | マニファクチャラー            | Rd 1 | Rd 2 | Rd 3 | Rd 4 | Rd 5 | ポイント |
| ---- | ----------------------------- | ---- | ---- | ---- | ---- | ---- | -------- |
| 1    | ポルシェ                      |      | 20   | 15   | 20   | 20   | 75       |
| 2    | フォード - ロンドー           | 20   | 12   | 20   | (8)  | 10   | 62       |
| 3    | アストンマーティン-ニムロッド |      | 10   |      | 10   | 4    | 24       |
| 4    | プジョー - WM                 | 15   | 6    |      |      |      | 21       |
| 5    | フォード                      |      | 8    |      |      | 2    | 10       |
| 6    | フォード - ザウバー           |      | 4    |      |      | 6    | 10       |
| 7    | フォード - ローラ             |      | 3    |      |      |      | 3        |
| 8    | フォード - クーガー           |      |      |      |      | 1    | 1        |

注：FIAはエンジンとシャシーの組み合わせをマニファクチャラーと見なした。同一のエンジンを搭載する異なったシャシーは、それぞれ個別の「マニファクチャラー」としてポイントが与えられた。

### 参加車両
- ポルシェ・956 & ポルシェ・930
- ロンドー・M382
- ニムロッド・NRA/C2
- WM P82
- フォード・C100
- ザウバー・SHS C6
- ローラ・T610
- クーガー・C01

## 参照
1. 1 2 3 4 5 6  Autosport Endurance Racing Review, 1982, Supplement to Autosport, January 6, 1983
2. ↑  Janos Wimpffen, Time and Two Seats, 1999, page 1347
3. 1 2 3 4 5 6 7 8 9 10 11  FIA Yearbook, 1983, Grey section, page 80
4. ↑  FIA Yearbook, 1983, Grey section, page 79
5. ↑  Automobile Year, 1982/83, page 154